# Luiselotte Enderle
Luiselotte Enderle (eigentlich Louise Babette Enderle; * 19. Januar 1908 in Leipzig; † 3. November 1991 in München) war eine deutsche Journalistin, die als Lebensgefährtin und Biografin Erich Kästners bekannt wurde. Sie schrieb das Drehbuch zu dem Film Das Wirtshaus im Spessart.

## Leben
Luiselotte Enderle lernte Erich Kästner 1927 als Journalistin für den Leipziger Verlag Otto Beyer kennen, der das Familienblatt „Beyers für Alle“ herausgab sowie die Frauen-Illustrierte „Hella“, bei der sie Hauptschriftleiterin war. 1935 trafen sie sich in Berlin wieder und freundeten sich enger miteinander an. Als Kästners Wohnung 1944 zerbombt wurde, zog er zu Luiselotte Enderle in die Wohnung.
Luiselotte Enderle arbeitete als Dramaturgin bei der Ufa. 1945 flüchtete sie aus Berlin. Unter dem Vorwand, an der Produktion des Films Das verlorene Gesicht beteiligt zu sein – Kästner als Drehbuchautor –, verließen sie mit einem 60-köpfigen Team die umkämpfte Hauptstadt und flohen nach Mayrhofen im Zillertal, Tirol. Dort drehten sie zur Täuschung mit leerer Filmkassette in der Kamera.
1945 war Enderle Kästners Mitarbeiterin als Feuilletonchef der Neuen Zeitung in München.
Obwohl Erich Kästner fast 40 Jahre mit ihr zusammenlebte, waren sie nie verheiratet, auch ist sie nicht die Mutter von Kästners Sohn Thomas (* 1957).
In ihrer Kästner-Biographie äußert sich Enderle nicht zu Kästners Beziehungen zu Frauen – außer zu seiner Mutter – mit folgender Begründung:

„Natürlich wurde auch nach Frauenbeziehungen gefragt. Erich Kästner lehnte ab, jemals darüber zu sprechen. Das verbiete ihm die Diskretion. So tritt an Weiblichkeit nur in Erscheinung, was offiziell in Erscheinung trat.“

Luiselotte Enderle war das Vorbild für die Mutter Luiselotte der beiden Zwillinge Luise und Lotte in Das doppelte Lottchen. Sie wurde in der Grabstelle ihres Lebensgefährten auf dem Friedhof in München-Bogenhausen bestattet.

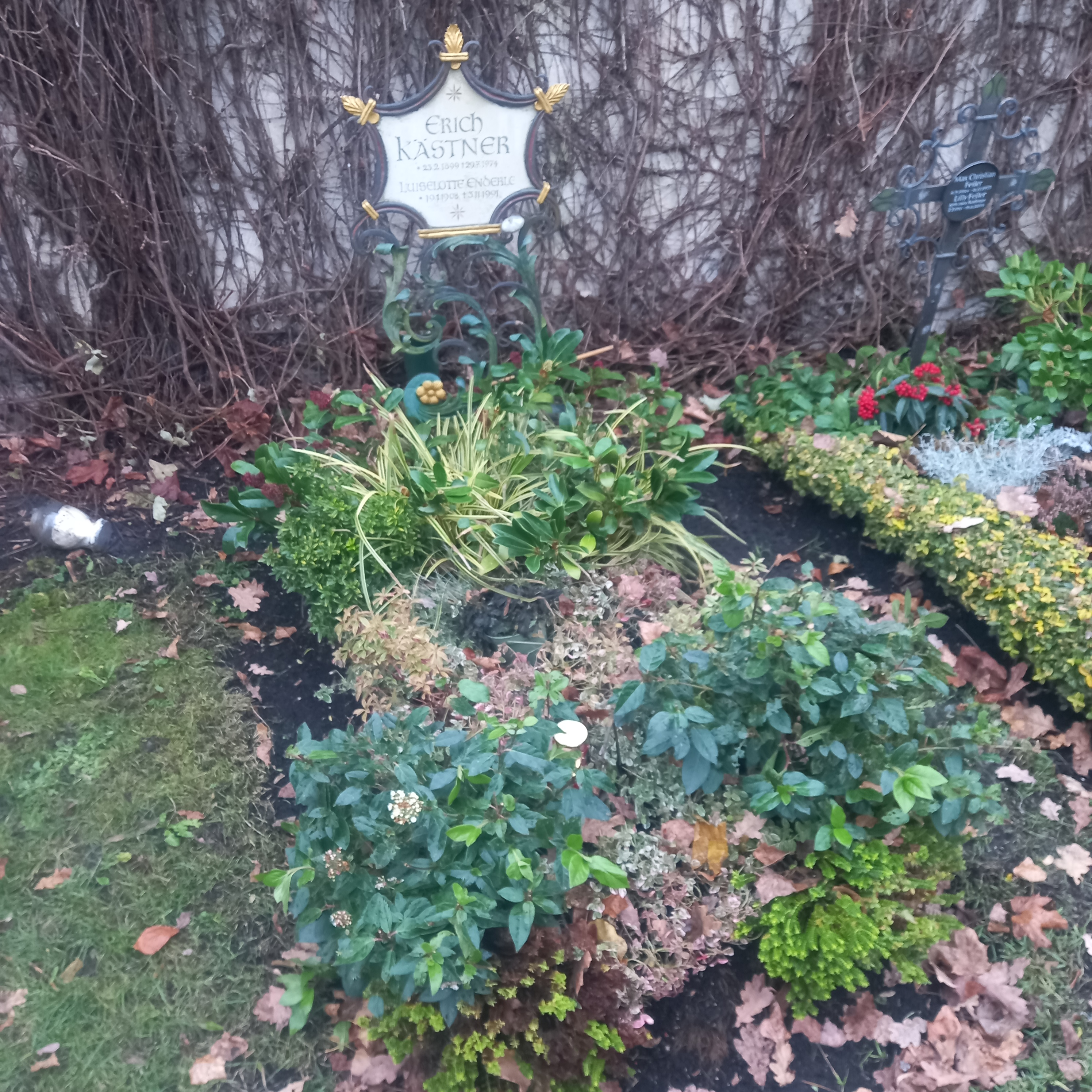
Das Grab von Luiselotte Enderle und Erich Kästner auf dem Bogenhausener Friedhof in München

## Veröffentlichungen
- Kästner: Eine Bildbiographie. Kindler-Verlag, München 1960.
- Erich Kästner. Rowohlt-Verlag, Reinbek 1966. ISBN 3-499-50120-1.

## Filme über Luiselotte Enderle
In dem dokumentarischen Film Erich Kästner – Das andere Ich spielte Lisa Wagner 2016 Luiselotte Enderle als Lebensgefährtin Erich Kästners.